# Singoli al numero uno in Italia nel 1996
La seguente è una lista dei singoli al numero uno in Italia nel 1996.
| Inizio settimana | Canzone                  | Artista                     |
| ---------------- | ------------------------ | --------------------------- |
| 6 gennaio        | Gangsta's Paradise       | Coolio & L.V.               |
| 13 gennaio       | Gangsta's Paradise       | Coolio & L.V.               |
| 20 gennaio       | Gangsta's Paradise       | Coolio & L.V.               |
| 27 gennaio       | Gangsta's Paradise       | Coolio & L.V.               |
| 3 febbraio       | Gangsta's Paradise       | Coolio & L.V.               |
| 20 febbraio      | Gangsta's Paradise       | Coolio & L.V.               |
| 17 febbraio      | Children                 | Robert Miles                |
| 24 febbraio      | Children                 | Robert Miles                |
| 3 marzo          | Children                 | Robert Miles                |
| 9 marzo          | Children                 | Robert Miles                |
| 16 marzo         | Children                 | Robert Miles                |
| 23 marzo         | How Deep Is Your Love    | Take That                   |
| 30 marzo         | La terra dei cachi       | Elio e le Storie Tese       |
| 6 aprile         | La terra dei cachi       | Elio e le Storie Tese       |
| 13 aprile        | Children                 | Robert Miles                |
| 20 aprile        | They Don't Care About Us | Michael Jackson             |
| 27 aprile        | Più bella cosa           | Eros Ramazzotti             |
| 4 maggio         | California Love          | 2pac & Dr. Dre              |
| 11 maggio        | Fastlove                 | George Michael              |
| 18 maggio        | Fastlove                 | George Michael              |
| 25 maggio        | Don't Stop Movin'        | Livin' Joy                  |
| 1º giugno        | Don't Stop Movin'        | Livin' Joy                  |
| 8 giugno         | Summer Is Crazy          | Alexia                      |
| 15 giugno        | Fable                    | Robert Miles                |
| 22 giugno        | Fable                    | Robert Miles                |
| 29 giugno        | Fable                    | Robert Miles                |
| 6 luglio         | Fable                    | Robert Miles                |
| 13 luglio        | Summer Is Crazy          | Alexia                      |
| 20 luglio        | Summer Is Crazy          | Alexia                      |
| 27 luglio        | Killing Me Softly        | Fugees                      |
| 3 agosto         | Killing Me Softly        | Fugees                      |
| 10 agosto        | Killing Me Softly        | Fugees                      |
| 17 agosto        | Fable                    | Robert Miles                |
| 24 agosto        | Killing Me Softly        | Fugees                      |
| 31 agosto        | Killing Me Softly        | Fugees                      |
| 7 settembre      | Killing Me Softly        | Fugees                      |
| 14 settembre     | Virtual Insanity         | Jamiroquai                  |
| September 21     | Killing Me Softly        | Fugees                      |
| 28 settembre     | Killing Me Softly        | Fugees                      |
| 5 ottobre        | Professional Widow       | Tori Amos                   |
| 12 ottobre       | Stranger in Moscow       | Michael Jackson             |
| 19 ottobre       | Born Slippy .NUXX        | Underworld                  |
| 26 ottobre       | Born Slippy .NUXX        | Underworld                  |
| 2 novembre       | Born Slippy .NUXX        | Underworld                  |
| 9 novembre       | Born Slippy .NUXX        | Underworld                  |
| 16 novembre      | Born Slippy .NUXX        | Underworld                  |
| 23 novembre      | One and One              | Robert Miles & Maria Nayler |
| 30 novembre      | One and One              | Robert Miles & Maria Nayler |
| 7 dicembre       | One and One              | Robert Miles & Maria Nayler |
| 14 dicembre      | One and One              | Robert Miles & Maria Nayler |
| 21 dicembre      | One and One              | Robert Miles & Maria Nayler |
| 28 dicembre      | One and One              | Robert Miles & Maria Nayler |